# Olav Rytter
Olav Rytter (29. ledna 1903 Kristiansund – 7. června 1992 Oslo) byl norský filolog, novinář, diplomat a lingvista. Nejvíce známý se stal během druhé světové války, kdy pracoval v norském oddělení BBC. V letech 1928 až 1935 byl lektorem norštiny v Praze a Varšavě, v letech 1948 až 1953 byl ředitel informačního střediska OSN v Praze. Byl také překladatelem z češtiny do norštiny a zasloužil se o rozvoj česko-norských vztahů ve 20. století. V norském tisku byl výrazným popularizátorem české literatury.

## Život
Narodil se do rodiny spisovatele a překladatele Henrika Ryttera. V roce 1921 absolvoval Kristiania katedralskole (dnes Oslo katedralskole), následně studoval klasickou filologii a indoárijské jazyky na univerzitě v Oslu. U Olafa Brocha studoval také slovanské jazyky, konkrétně češtinu a ruštinu, a zajímal se o nově vzniklé slovanské státy, především Polsko, Československo a Jugoslávii. V roce 1928 získal roční stipendium, a odjel tak studovat na univerzitu Karlovu. Poté, co se rozhodl studium francouzštiny vyměnit za češtinu, bylo mu stipendium o dva roky prodlouženo (klasickou filologii si ponechal jako vedlejší obor). V roce 1931 si jako téma své magisterské práce vybral osobnost Aloise Jiráska a rozbor jeho Husitské trilogie (Alois Jirasek. Ein karakteristikk med hovudgrunnlag i Husitt-trilogien). Po obhájení práce se na dva roky vrátil do Prahy jako novinář na volné noze a dál studoval českou historii s velkým důrazem na dění kolem Tomáše Garrigue Masaryka. Za jeho podpory byla přeložena díla různých norských autorů (např. Olava Duuna, Tarjeie Vesaase či Nordahla Griega). V roce 1930, v době svých studií a pobytu v Praze, přeložil vůbec první české beletristické dílo do norštiny, a to román Psohlavci Aloise Jiráska (nor. Stormtid). Vzhledem ke svému původu překládal do nové norštiny. V letech 1933–1935 působil jako lektor norštiny ve Varšavě, poté se vrátil do Norska jako specialista na slovanské jazyky a střední Evropu. V roce 1938 se stal docentem slavistiky na Univerzitě v Oslu. V témže roce začal působit v norském rozhlase NRK a byl v něm zaměstnán až do roku 1946 (v letech 1940–1944 se sídlem v Londýně, odkud spolupracoval i jako hlasatel exilového vysílání BBC). Dne 1. února 1948 mu bylo nabídnuto místo vedoucího Informačního centra OSN v Praze pro Československo a do roku 1950 i pro Jugoslávii, které 2. března 1948 přijal. Vedoucím tohoto centra byl pět let. Ve službách OSN zůstal až do roku 1963. Mezitím byl vedoucím informačních center i v Jakartě (1953–1956), Teheránu (1956–1959) a Káhiře. V roce 1963 se stal šéfredaktorem časopisu (psaného v nové norštině) Dag og Tid a po osmi letech se stal jeho zahraničním zpravodajem. Byl silným zastáncem vystoupení Norska z NATO.
Do Československa se často vracel. V Československu byl i v době okupace vojsky Varšavské smlouvy, z čehož vzniklo jeho vysoce aktuální dílo Československé drama.
Jako specialista na jazyky překládal i z ruštiny (Evžen Oněgin), ze sanskrtu (Šakuntula), ze staroindičtiny (Rgvéda) či starořečtiny (Anabasis).
Ovládal francouzštinu, angličtinu, němčinu, latinu, starořečtinu, češtinu, polštinu, ruštinu a staroindičtinu. Pasivně znal srbochorvatštinu, ukrajinštinu, bulharštinu, slovenštinu a makedonštinu.

## Dílo

### Překlady z češtiny
- Stormtid (1930)
- Det nye Millom-Europa (1932, čes. Stará a nová střední Evropa, Kamil Krofta)
- Ferdinand umvender seg (1934, čes. Obrácení Ferdyše Pištory, František Langer)
- Den kvite pesten (1937)
- Heimanfylgja (1939, čes. Věno, Josef Knap)
- Med repet rundt halsen (1946)
- I natten knegger de svarte hestene (1948)
- Salamanderkrigen (1966)
- Protesten (1979, čes. Protest, Václav Havel)
- Audiens (1980)
- Tsjekkiske dikt frå Macha til Seifert (1984) – antologie českých básní "Od Máchy po Seiferta"

## Ocenění
- Je držitelem Řádu Bílého lva za občanské zásluhy. V. třída mu byla propůjčena v roce 1935, IV. třída v roce 1947, a to především za jeho překlady, odborné publikace týkající se Československa, rozšiřování československé kultury a literatury v Norsku a další projevy „přátelství a oddanosti k Československé republice“.
- Za svou činnost během druhé světové války obdržel Deltakarmedaljen („Účastnická medaile“), Kong Christian den Tiendes frihedsmedaille („Medaile míru krále Kristiána X.“) a sovětskou medaili Za pobjedu 1945.